# Arrondissement Prades
Das Arrondissement Prades (französisch Arrondissement de Prades; katalanisch Districte de Prada) ist eine Verwaltungseinheit des Départements Pyrénées-Orientales in der französischen Region Okzitanien. Unterpräfektur ist Prades.
Es besteht aus vier Kantonen und 123 Gemeinden.

## Kantone
- Le Canigou (mit 25 von 41 Gemeinden)
- Les Pyrénées catalanes
- La Vallée de l’Agly (mit 28 von 38 Gemeinden)
- La Vallée de la Têt (mit 8 von 10 Gemeinden)

## Gemeinden
Die Gemeinden des Arrondissements Prades sind:
| 1. Angoustrine-Villeneuve-des-Escaldes (66005) | 2. Ansignan (66006)                 | 3. Arboussols (66007)                 | 4. Ayguatébia-Talau (66010)            |
| 5. Baillestavy (66013)                         | 6. Bélesta (66019)                  | 7. Bolquère (66020)                   | 8. Boule-d’Amont (66022)               |
| 9. Bouleternère (66023)                        | 10. Bourg-Madame (66025)            | 11. Campôme (66034)                   | 12. Campoussy (66035)                  |
| 13. Canaveilles (66036)                        | 14. Caramany (66039)                | 15. Casefabre (66040)                 | 16. Casteil (66043)                    |
| 17. Catllar (66045)                            | 18. Caudiès-de-Conflent (66047)     | 19. Caudiès-de-Fenouillèdes (66046)   | 20. Clara-Villerach (66051)            |
| 21. Codalet (66052)                            | 22. Conat (66054)                   | 23. Corbère (66055)                   | 24. Corbère-les-Cabanes (66056)        |
| 25. Corneilla-de-Conflent (66057)              | 26. Corneilla-la-Rivière (66058)    | 27. Dorres (66062)                    | 28. Égat (66064)                       |
| 29. Enveitg (66066)                            | 30. Err (66067)                     | 31. Escaro (66068)                    | 32. Espira-de-Conflent (66070)         |
| 33. Estavar (66072)                            | 34. Estoher (66073)                 | 35. Eus (66074)                       | 36. Eyne (66075)                       |
| 37. Felluns (66076)                            | 38. Fenouillet (66077)              | 39. Fillols (66078)                   | 40. Finestret (66079)                  |
| 41. Fontpédrouse (66080)                       | 42. Fontrabiouse (66081)            | 43. Font-Romeu-Odeillo-Via (66124)    | 44. Formiguères (66082)                |
| 45. Fosse (66083)                              | 46. Fuilla (66085)                  | 47. Glorianes (66086)                 | 48. Ille-sur-Têt (66088)               |
| 49. Joch (66089)                               | 50. Jujols (66090)                  | 51. La Cabanasse (66027)              | 52. La Llagonne (66098)                |
| 53. Lansac (66092)                             | 54. Latour-de-Carol (66095)         | 55. Latour-de-France (66096)          | 56. Le Vivier (66234)                  |
| 57. Les Angles (66004)                         | 58. Lesquerde (66097)               | 59. Llo (66100)                       | 60. Los Masos (66104)                  |
| 61. Mantet (66102)                             | 62. Marquixanes (66103)             | 63. Matemale (66105)                  | 64. Maury (66107)                      |
| 65. Millas (66108)                             | 66. Molitg-les-Bains (66109)        | 67. Montalba-le-Château (66111)       | 68. Mont-Louis (66117)                 |
| 69. Mosset (66119)                             | 70. Nahuja (66120)                  | 71. Néfiach (66121)                   | 72. Nohèdes (66122)                    |
| 73. Nyer (66123)                               | 74. Olette (66125)                  | 75. Oreilla (66128)                   | 76. Osséja (66130)                     |
| 77. Palau-de-Cerdagne (66132)                  | 78. Pézilla-de-Conflent (66139)     | 79. Planès (66142)                    | 80. Planèzes (66143)                   |
| 81. Porta (66146)                              | 82. Porté-Puymorens (66147)         | 83. Prades (66149)                    | 84. Prats-de-Sournia (66151)           |
| 85. Prugnanes (66152)                          | 86. Prunet-et-Belpuig (66153)       | 87. Puyvalador (66154)                | 88. Py (66155)                         |
| 89. Rabouillet (66156)                         | 90. Railleu (66157)                 | 91. Rasiguères (66158)                | 92. Réal (66159)                       |
| 93. Ria-Sirach (66161)                         | 94. Rigarda (66162)                 | 95. Rodès (66165)                     | 96. Sahorre (66166)                    |
| 97. Saillagouse (66167)                        | 98. Saint-Arnac (66169)             | 99. Sainte-Léocadie (66181)           | 100. Saint-Féliu-d’Amont (66173)       |
| 101. Saint-Martin-de-Fenouillet (66184)        | 102. Saint-Michel-de-Llotes (66185) | 103. Saint-Paul-de-Fenouillet (66187) | 104. Saint-Pierre-dels-Forcats (66188) |
| 105. Sansa (66191)                             | 106. Sauto (66192)                  | 107. Serdinya (66193)                 | 108. Souanyas (66197)                  |
| 109. Sournia (66198)                           | 110. Tarerach (66201)               | 111. Targasonne (66202)               | 112. Taurinya (66204)                  |
| 113. Thuès-Entre-Valls (66209)                 | 114. Trévillach (66215)             | 115. Trilla (66216)                   | 116. Ur (66218)                        |
| 117. Urbanya (66219)                           | 118. Valcebollère (66220)           | 119. Valmanya (66221)                 | 120. Vernet-les-Bains (66222)          |
| 121. Villefranche-de-Conflent (66223)          | 122. Vinça (66230)                  | 123. Vira (66232)                     |                                        |

## Neuordnung der Arrondissements 2017

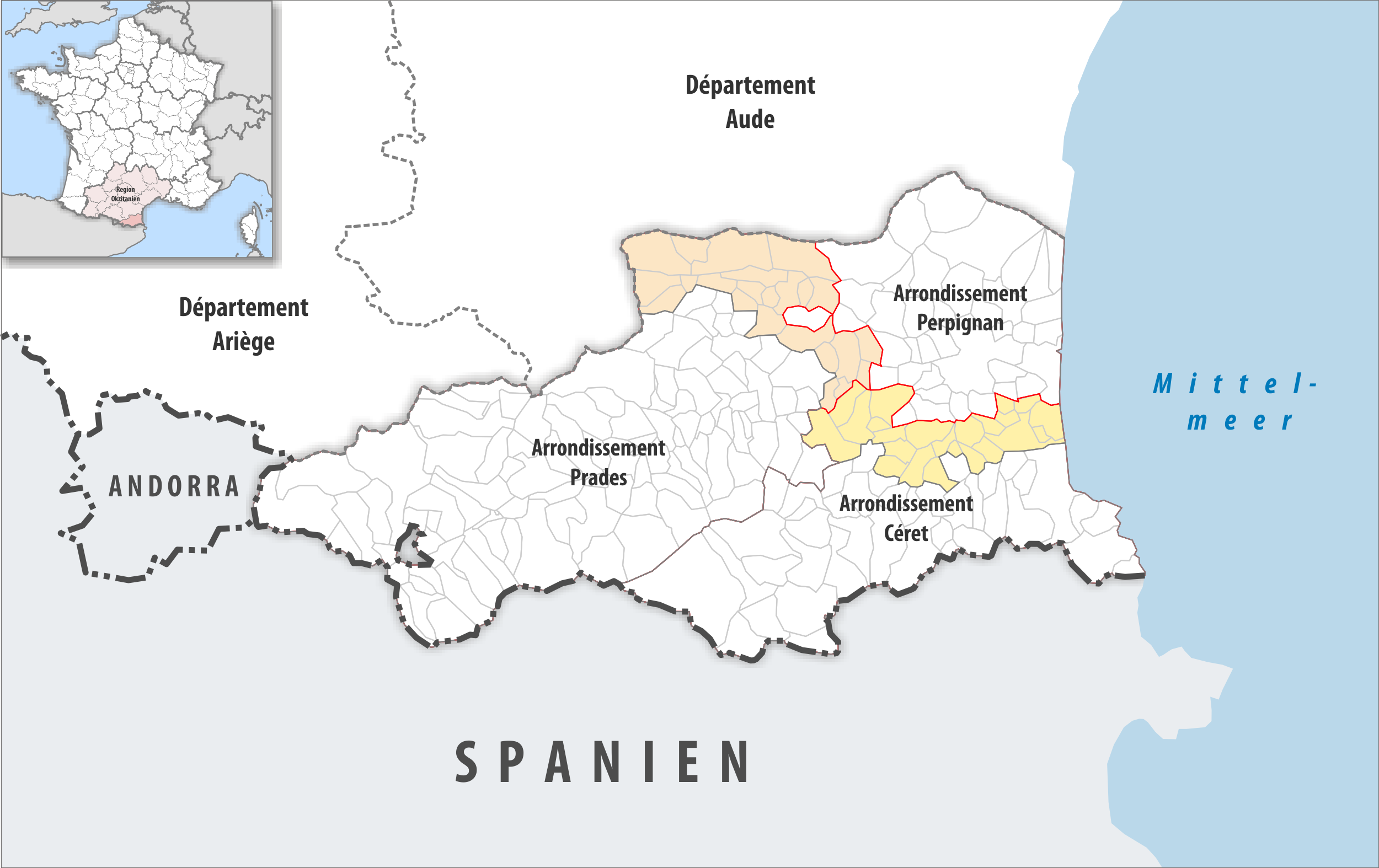
Arrondissementsanpassungen im Jahr 2017

Durch die Neuordnung der Arrondissements im Jahr 2017 wurde aus dem Arrondissement Perpignan die Fläche der 23 Gemeinden Ansignan, Bélesta, Caramany, Caudiès-de-Fenouillèdes, Corbère, Corbère-les-Cabanes, Corneilla-la-Rivière, Fenouillet, Fosse, Lansac, Latour-de-France, Lesquerde, Maury, Millas, Néfiach, Planèzes, Prugnanes, Rasiguères, Saint-Arnac, Saint-Féliu-d’Amont, Saint-Martin-de-Fenouillet, Saint-Paul-de-Fenouillet und Vira dem Arrondissement Prades zugewiesen.